# ایسترخا
استرگا (به هلندی: Eesterga) یک منطقهٔ مسکونی در هلند است که در لمسترلند واقع شده‌است. استرگا ۴۵ نفر جمعیت دارد.